# 긴꼬리갈색이빨땃쥐
긴꼬리갈색이빨땃쥐(Episoriculus leucops)는 땃쥐과에 속하는 포유류의 일종이다. 중국과 인도, 미얀마, 네팔 그리고 베트남에서 발견된다.

## 아종
2종의 아종이 알려져 있다.
- Episoriculus leucops leucops
- Episoriculus leucops baileyi